# Portret van Sixta Heddema
Portret van Sixta Heddema is een olieverfschilderij van de Nederlandse kunstschilder Chris Lebeau uit 1936, 63 x 52 centimeter groot. Het werk bevindt zich in de collectie van het Drents Museum in Assen.

## Achtergrond
Chris Lebeau (1878-1945) was een veelzijdig kunstenaar, die onder meer etste, tekende, schilderde. Hij was een belangrijk vertegenwoordiger van art nouveau en art deco. Rond 1933 leerde hij Sixta Heddema (1912-1988) kennen, studente aan de Haagse Academie van Beeldende Kunsten. Lebeau wilde haar privélessen geven op voorwaarde dat ze de academie verliet. Er ontstond een verbond dat verder ging dan een leraar-leerlingrelatie en waarin ook Lebeaus vrouw Maria Sofia (Sof) Herman een rol speelde. Het drietal ging onder meer gezamenlijk met vakantie en Herman stond model voor haar man en Heddema. Lebeau en Heddema poseerden ook voor elkaar. In 1936 legde Lebeau Heddema vast als zelfbewuste jonge vrouw, zichzelf weergevend in de weerspiegeling op haar barnstenen hanger.
Tijdens de Tweede Wereldoorlog waren Lebeau en Heddema als vervalsers actief in het verzet. In 1943 werden ze opgepakt, Heddema kwam vrij en bracht het werk uit Lebeaus atelier in veiligheid. Lebeau overleed in 1945 in Dachau.

## Beschrijving
Het schilderij toont Heddema's portret, haar gezicht trois quart naar links. De jonge vrouw draagt een zomerse, mouwloze bloemetjesjurk. In haar barnstenen hanger is in de weerspiegeling de schilderende Lebeau te zien. Heddema zit op een zwarte stoel, naar een ontwerp van Cornelis van der Sluys, tegen een lichte achtergrond. Het portret is rechtsboven gesigneerd "Chris Lebeau 36".

## Provenance
Heddema legateerde het schilderij met ander werk van Lebeau en haarzelf aan de Stichting Schone Kunsten rond 1900, waarvan de collectie sinds de jaren zeventig is ondergebracht bij het Drents Museum in Assen. Het was daar onder meer te zien bij de tentoonstellingen Een keuze uit het legaat Sixta Saltet-Heddema (1991) en Schat aan Schoonheid, 50 jaar Stichting Schone Kunsten rond 1900 (2014-2015).